# Soneto 52

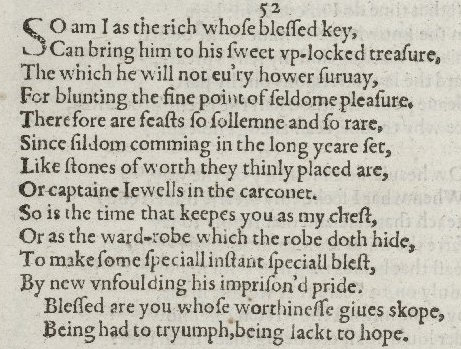
Original do soneto 52

O Soneto 52 foi escrito pelo dramaturgo e poeta inglês William Shakespeare e faz parte dos seus 154 sonetos:  
So am I as the rich, whose blessed key  
Can bring him to his sweet up-locked treasure,
The which he will not every hour survey,
For blunting the fine point of seldom pleasure.
Therefore are feasts so solemn and so rare,
Since, seldom coming, in the long year set,
Like stones of worth they thinly placed are,
Or captain jewels in the carcanet.
So is the time that keeps you as my chest,
Or as the wardrobe which the robe doth hide,
To make some special instant special blest,
By new unfolding his imprison’d pride.
Blessed are you, whose worthiness gives scope,

Being had, to triumph, being lack’d, to hope.

## Traduções
Na tradução de Thereza Christina Rocque da Motta:
Serei como o rico, cuja abençoada chave
Conduz ao seu doce e bem guardado tesouro,
Que nem sempre vem admirar
Para não perder o prazer de vê-lo.
Por isso, as festas são tão solenes e raras –
Esparsamente marcadas ao longo do ano,
Como pedras valiosas, delicadamente dispostas,
Ou suntuosas joias incrustadas na tiara.
Assim é o tempo que a mantém junto ao meu peito,
Ou como o guarda-roupa que esconde o vestido,
Para transformar o instante em mais especial ainda
Ao desfolhar novamente seu orgulho aprisionado.
Abençoada sejas, cujo valor ressalta,
Ao ter-te, o triunfo; ao perder-te, a esperança.